# Australsk gøg
Australsk gøg (latin: Cacomantis pallidus eller Heteroscenes pallidus) er en fugleart, der lever i Australien.